# Onze-Lieve-Vrouw-van-Rustkapel (Mildert)

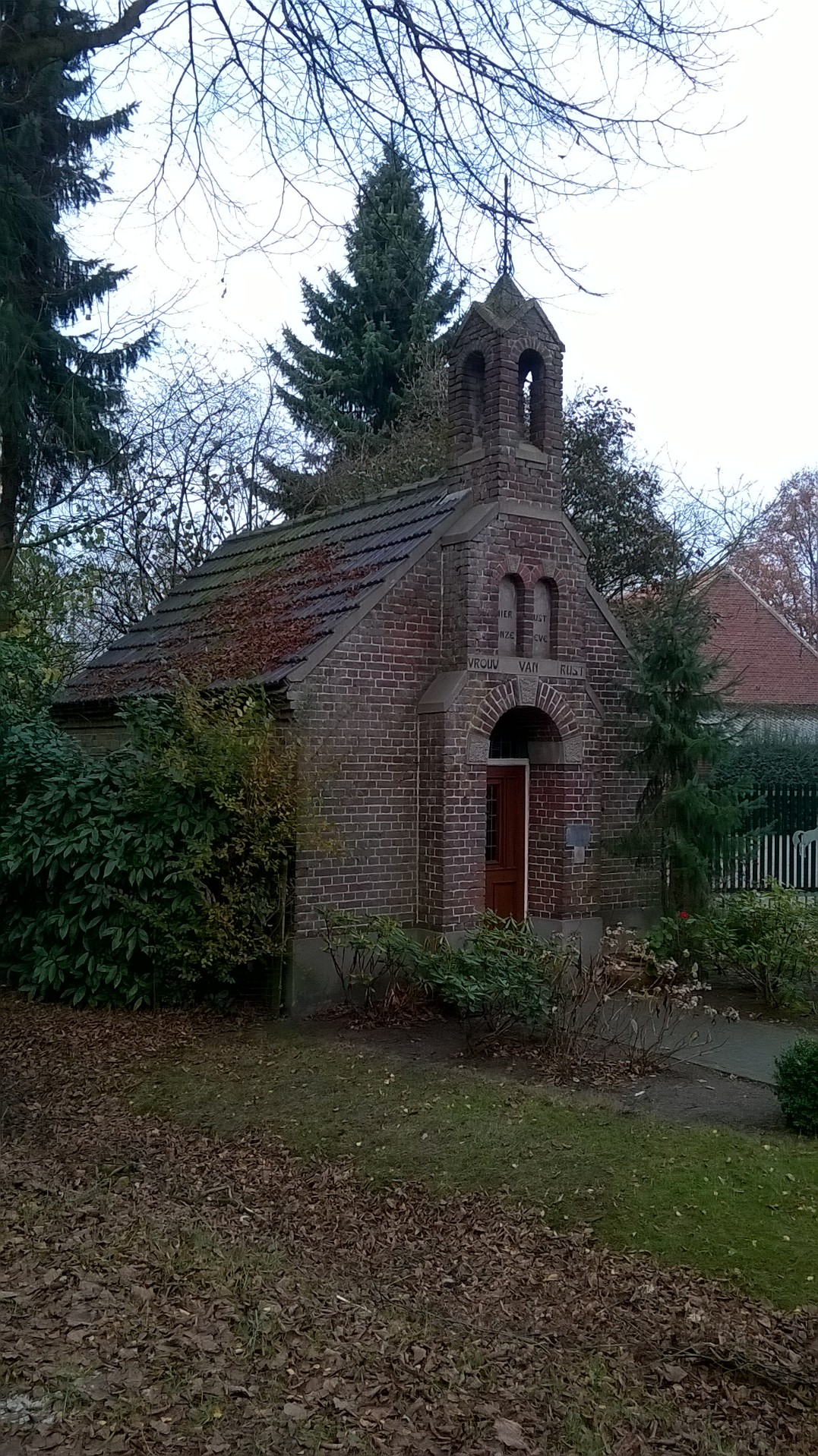
De Onze-Lieve-Vrouw-van-Rustkapel

De Onze-Lieve-Vrouw-van-Rustkapel is een kapel in Mildert in de Nederlandse gemeente Nederweert. De kapel staat aan Mildert 8 in het noorden van de buurtschap.
De kapel is gewijd aan de heilige Maria, specifiek aan Onze-Lieve-Vrouw van Rust.

## Geschiedenis
In Mildert stond er een veldkapel, maar door aanrijdingen met boerenkarren was de kapel bouwvallig geworden.
In 1912 begonnen buurtbewoners met de bouw van de kapel en op 9 december 1912 werd de kapel ingezegend.

## Gebouw
De bakstenen kapel bestaat uit een toren, een schip onder een zadeldak met pannen en een koor van een travee met een driezijdige koorsluiting onder een eigen lager pannendak. De zijgevels van het schip hebben elk twee rondboogvensters. In de frontgevel bevindt zich de uitgebouwde toren met drie geledingen. De klokkentoren heeft twee versnijdingen waardoor die naar boven toe smaller met in het bovenste deel een klokje opgehangen en gedekt door een achtkantige spits tussen vier topgevels met hierop een kruis. In de middelste geleding bevinden zich twee rondboognissen waarin op de gecementeerde achtergrond en op de dorpel eronder een tekst is aangebracht:

Hier rust Onze Lieve Vrouw van Rust

Onder in de frontgevel bevindt zich de rondboogvormige van de kapel die wordt afgesloten met een deur.
Van binnen is de kapel wit gepleisterd met een groen geschilderd houten dakgewelf. Op de achterwand van het schip zijn boven en naast de rondboog drie consoles bevestigd met hierop drie beelden van heiligen, waarvan de rechter een Heilig Hartbeeld, boven de boog een beeld van Barbara van Nicomedië met torentje en de linker een beeld van Catharina van Alexandrië. Tegen de achterwand is het altaar geplaatst waarop het houten Mariabeeld staat.